# Mstinskij Most (stacja kolejowa)
Mstinskij Most (ros. Мстинский Мост) – stacja kolejowa w miejscowości Mstinskij Most, w rejonie małowiszerskim, w obwodzie nowogrodzkim, w Rosji. Położona jest na linii Petersburg – Moskwa.

## Historia
Stacja powstała w XIX w. na Kolei Mikołajewskiej, pomiędzy stacjami Burga i Wieriebje. Nazwa pochodzi od pobliskiego mostu nad Mstą.